# Célestine Galli-Marié
Célestine Galli-Marié (phát âm quốc tế: /sélestin gɑːli mɑːˈriːé/, tiếng Việt: Xê-lét-tin Ga-li Ma-riê) là nữ danh ca opera giọng nữ trung nổi tiếng người Pháp với thành công rực rỡ nhất là tạo vai Carmen trong vở opera cùng tên lừng danh của Georges Bizet công diễn những lần đầu tiên trên thế giới. Bà cũng đóng vai chính trong vở opera Fantasio của Jacques Offenbach vào năm 1872.

## Tiểu sử
- Theo hồ sơ còn lưu giữ của Toà thị chính Paris thì Célestine Galli-Marié sinh ngày 15/3/1837, ở nhà số 8 phố Prô-văng-xơ, quận 2 (8 rue de Provence, Paris, 2e arrondissement) Paris, Pháp, với tên khai sinh là Marie-Célestine Laurence Marié de l’Isle (Ma-ri Xê-lét-tin Lô-răng-xơ Ma-riê đờ Lit-lơ).[3]
- Célestine sinh ra và trưởng thành trong một gia đình có truyền thống nghệ thuật. Cha bà là Claude-Marie-Mécène Marié de L'Isle (1811-1879), thường gọi tắt là Marié, một nhạc trưởng kiêm ca sĩ opera giọng tenor có tiếng hồi đó, đồng thời còn là nghệ sĩ nhạc cụ đã được giải thưởng nhạc công đại hồ cầm.[4] Các em bà đều là nghệ sĩ. Người cha còn là thày dạy nhạc cho các con mình.[5]
- Hồi 15 tuổi, Célestine kết hôn với Galli, nên đổi họ. Hồi 19 tuổi bà đã trở thành ca sĩ opera chuyên nghiệp. Năm 1861 chồng mất, bà lấy tên biểu diễn của mình là Galli-Marié. Bởi vậy, nhiều người gọi bà là Célestine Galli-Marié, thường gọi tắt là Galli-Marié.[6]

Bà hoạt động nghệ thuật chuyên nghiệp gần như liên tục, nghỉ diễn vào khoảng hơn 50 tuổi. Lúc cuối đời, bà rời Paris chuyển về sống tại Vence (ở Pháp), rồi mất tại đó ngày 21/9/1905, thọ 68 tuổi.

## Sự nghiệp

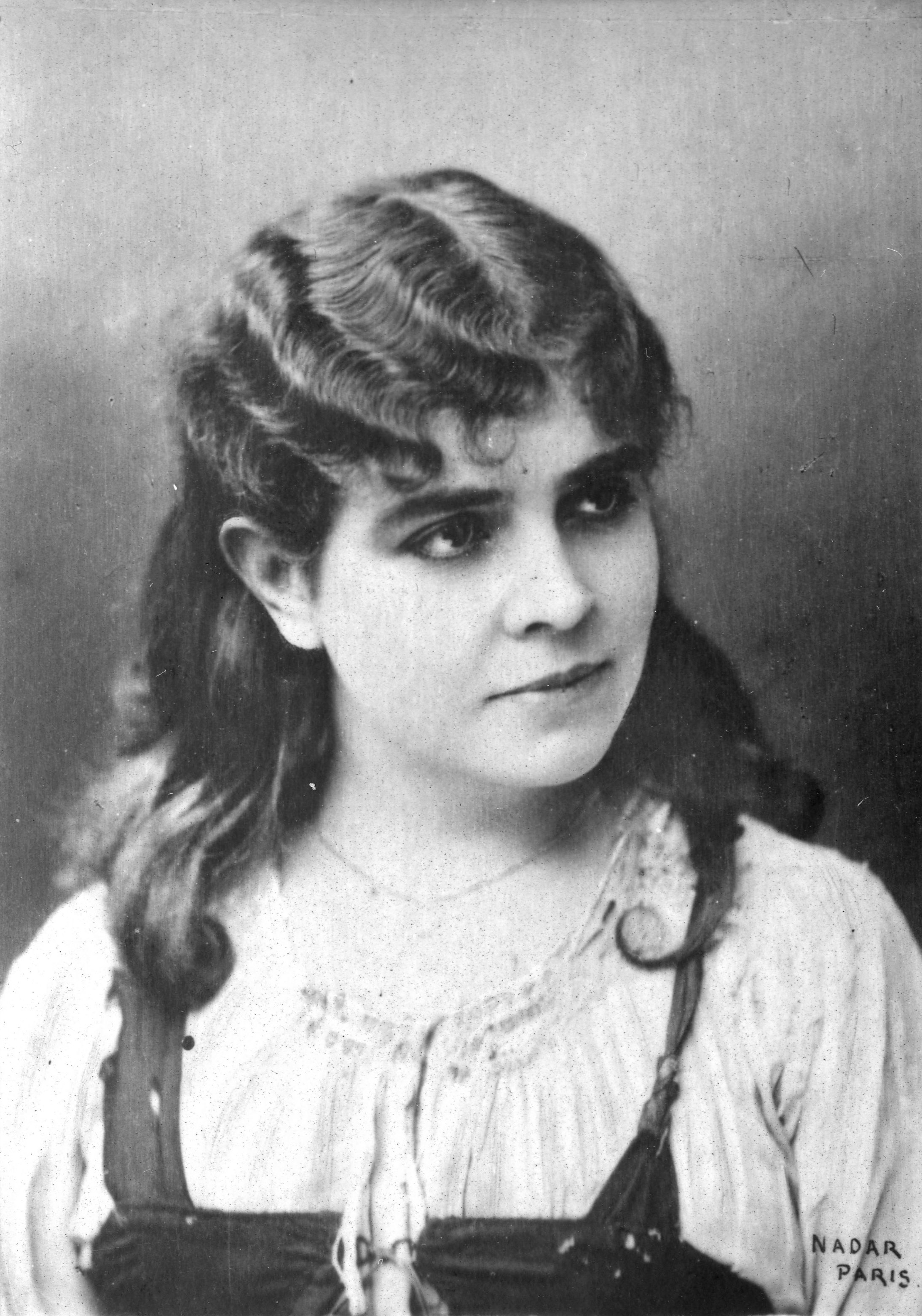
Célestine trong vai diễn nổi bật đầu tiên là Mignon.

- Galli-Marié công diễn lần đầu tại Strasbourg (ở Pháp), sau đó hát bằng tiếng Ý ở Lisbon, ở Ý rồi lưu diễn một số nơi khác. Năm 1862, tại tỉnh Rouen (thuộc Pháp), trong một buổi biểu diễn của bà ở vở opera La fille de bohème (Thiếu nữ xứ Bô-hem) của nhà soạn nhạc người Ai-len là Michael William Balfe,[7] thì giám đốc Nhà hát opera Comique Paris (ô-pê-ra Cô-mic Pa-ri) thời đó là Émile Perrin phát hiện ra tài năng trẻ này và mời về biểu diễn tại nhà hát của ông ở Paris. Từ đó, bà biểu diễn ở nhà hát này cho đến năm 1885.[8]
- Buổi đầu tiên bà ra mắt tại nhà hát opera Comique là biểu diễn trong vở La serva padrona của nhà soạn nhạc Ý Giovanni Battista Pergolesi. Sau đó, bà thực hiện nhiều chuyến lưu diễn khác ở Napoli, Genoa, Lyon, Liege, Dieppe và Barcelona. Bà từng thủ vai Vendredi (người Thứ sáu) là một nam thổ dân (ảnh 3) trong vở opera Robinson Crusoé của Jacques Offenbach. Nhiều vai diễn khác của bà ở các vở Don César de Bazan, Lara, Le Capitaine Henriot, Fior d'Aliza, La Petite Fadette và Piccolino có ít nhiều vang vọng. Bà cũng hát Taven trong vở Mireille và Rose Friquet trong vở Les dragons de Villars. Vai diễn nổi bật nhất của bà trong thời kì này là Mignon (Mi-nhông) trong opera cùng tên của Ambroise Thomas.[9] Vào khoảng những năm 1860 - 1870, bà và nhà soạn nhạc Emile Paladilhe (1844-1926) là những nghệ sĩ được yêu thích nhất ở Pháp.[10]
- Năm 1875, nhà hát opera Comique cho ra mắt công chúng Pháp những buổi diễn đầu tiên kiệt tác opera Carmen của Bizet, nhưng vở kịch bị chỉ trích liên tiếp, vì nhân vật chính Carmen có đạo đức không phù hợp với đạo đức "chính thống" thời đó. Tuy vậy, nhà hát vẫn cố gắng trình diễn vở kịch hàng chục buổi và bà vẫn luôn tiếp tục đảm nhiệm vai Carmen nhiều lần trong các buổi diễn ngày càng thưa thớt khán giả. Người ta nói rằng tại buổi trình diễn lần thứ 33 của vở kịch này vào ngày 2 tháng 6 năm 1875, Galli-Marié đã có linh cảm về cái chết của Bizet khi diễn một cảnh ở màn III - lúc nhân vật Carmen mà bà đóng có linh cảm về cái chết của mình, nên sau đó bị ngất đi.[11] Rồi quả là Bizet đã qua đời rạng sáng hôm sau và các buổi biểu diễn tiếp theo bị hủy bỏ.
- Vài tháng sau khi Bizet mất, vở opera Carmen của ông lại thành công vang dội ở ngoài nước Pháp. Nhờ vậy nhà hát opera Comique "sống lại" kể từ ngày 22/10/1883. Từ đó, bà quay lại nhà hát này biểu diễn đến năm 1885. Sau đó, bà liên tục lưu diễn Carmen ở Anh (tại nhà hát opera Her Majesty, Luân Đôn, 1886) ở Ý, ở Tây Ban Nha v.v. Trong khoảng từ năm 1875 trở đi, bà đã biểu diễn vai Carmen của vở opera này hơn 100 lần.[12]
- Mãi đến năm 1890 bà mới về Tổ quốc mình để tham gia một buổi biểu diễn gây quỹ xây dựng tượng đài tưởng niệm Bizet ở nghĩa trang Père-Lachaise tại Paris và đây cũng là buổi biểu diễn cuối cùng trong sự nghiệp nghệ thuật của bà.[13]
- Tiếc thay những bài ca bà đã hát không bao giờ được ghi âm để truyền lại cho đời sau, dù lúc đó Thomas Alva Edison đã phát minh ra phương pháp ghi âm. Nhưng giọng hát của bà đã được mô tả là hay tuyệt vời, lời hát rõ ràng, dù thiếu chút tinh tế. Giọng soprano của bà đã được mệnh danh là "giọng Galli-Marié" như một hạng cao nhất trong giới hát aria đương thời.[1]

## Gia đình
- Ông chồng Galli của bà là một nhà điêu khắc, mất lúc bà mới 24 tuổi. Bà có 2 em gái là: Irma Marié de l’Isle và Paola Marié de l’Isle  đều là ca sĩ opera chuyên nghiệp.
- Irma có tiếng trong vở L'amour chanteur (từ năm 1864) và trong vở Les bergers (từ năm 1865). Irma thường lưu diễn ở Hoa Kỳ, rồi về Nhà hát opera Comique. Galli-Marié cũng đã hát cùng với Irma trong vở Madeleine tại nhà hát des Bouffes Parisiens năm 1869.
- Paola (1851-1920) là em gái thứ hai đã từng nổi bật trong một số operetta và đóng vai trong vở Charles Lecocq phổ biến ở Hoa Kỳ thời đó.

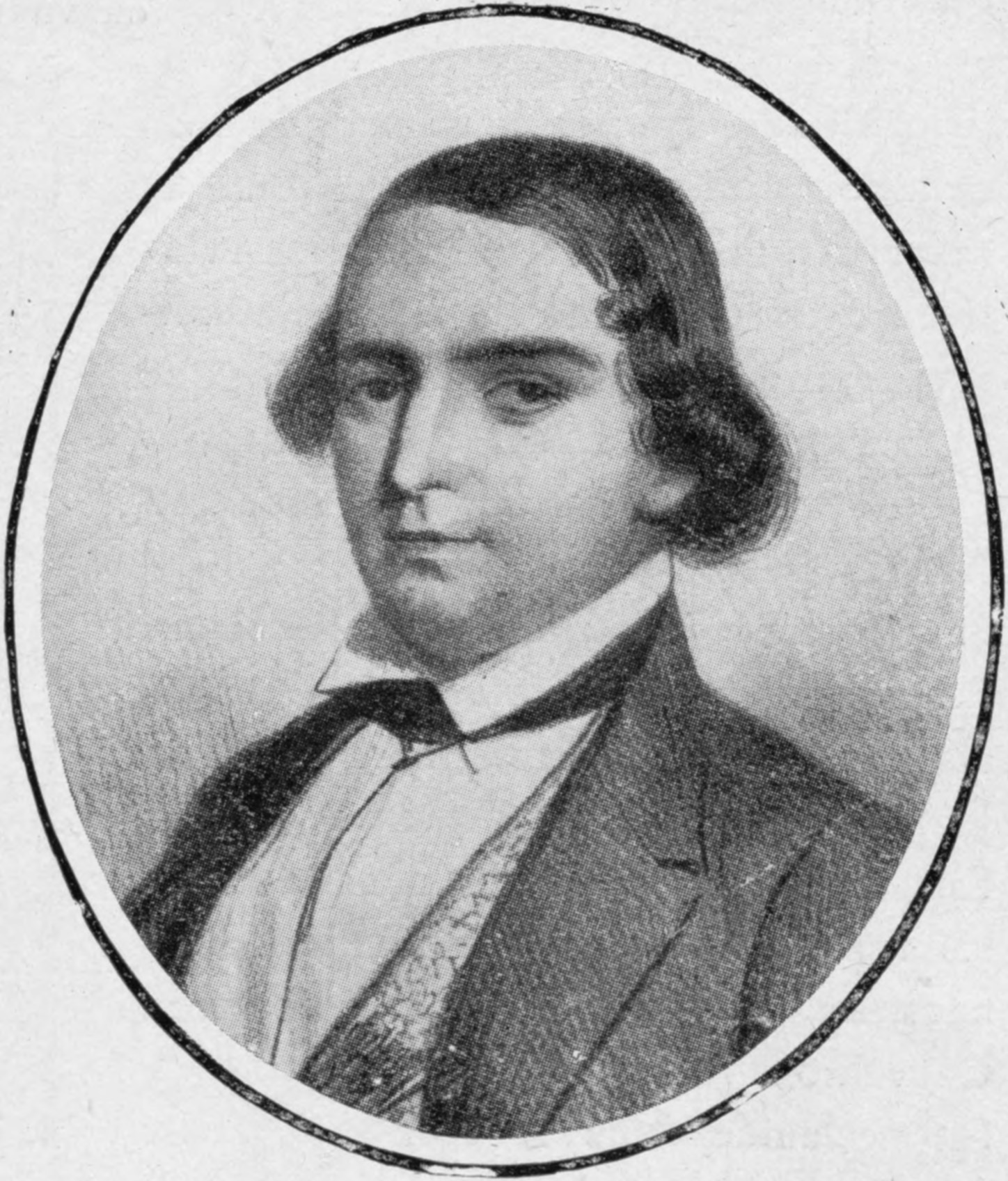
Ông Marié - cha của Galli-Marié.
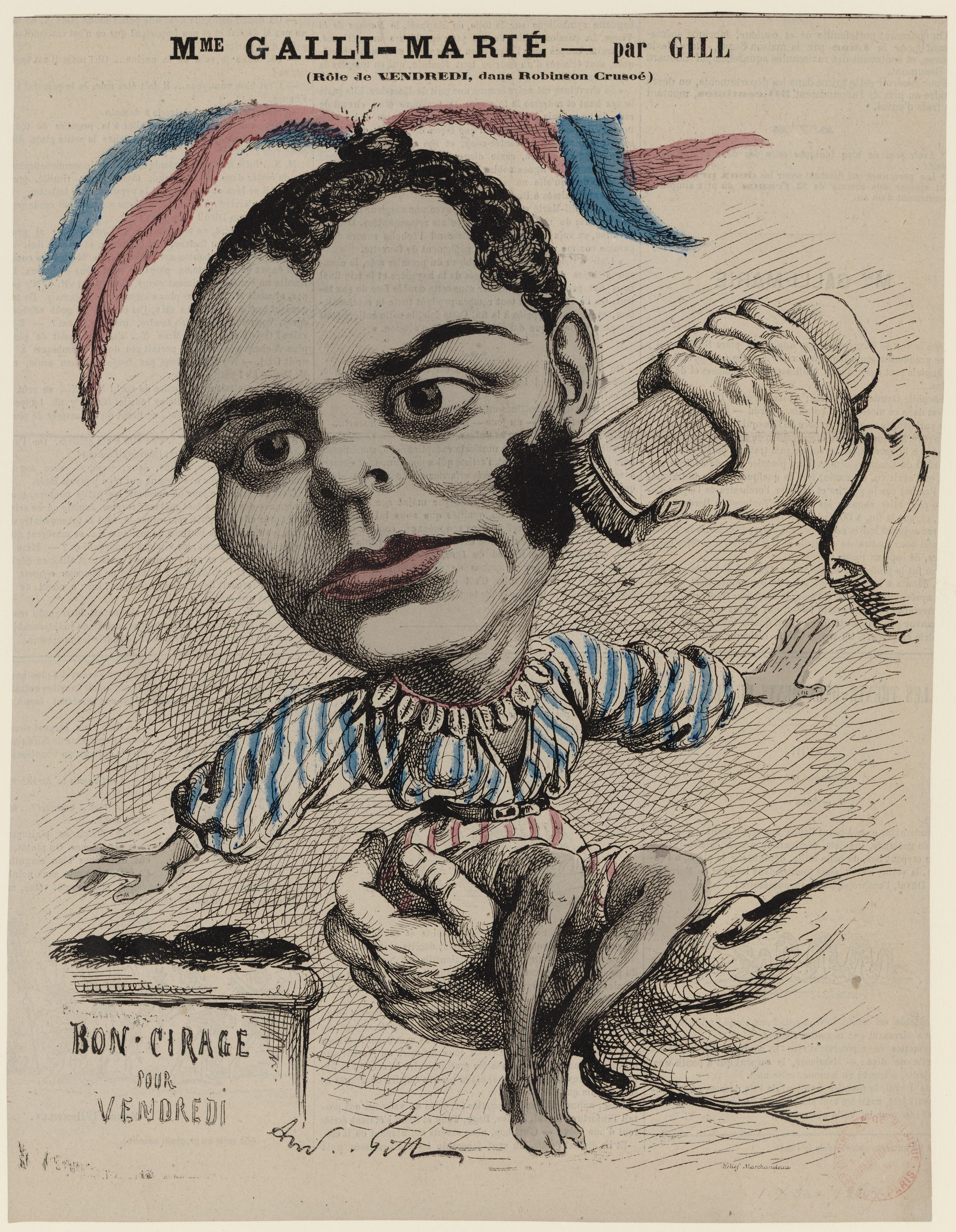
Quảng cáo vai "Thứ sáu" do Galli-Marié đóng.
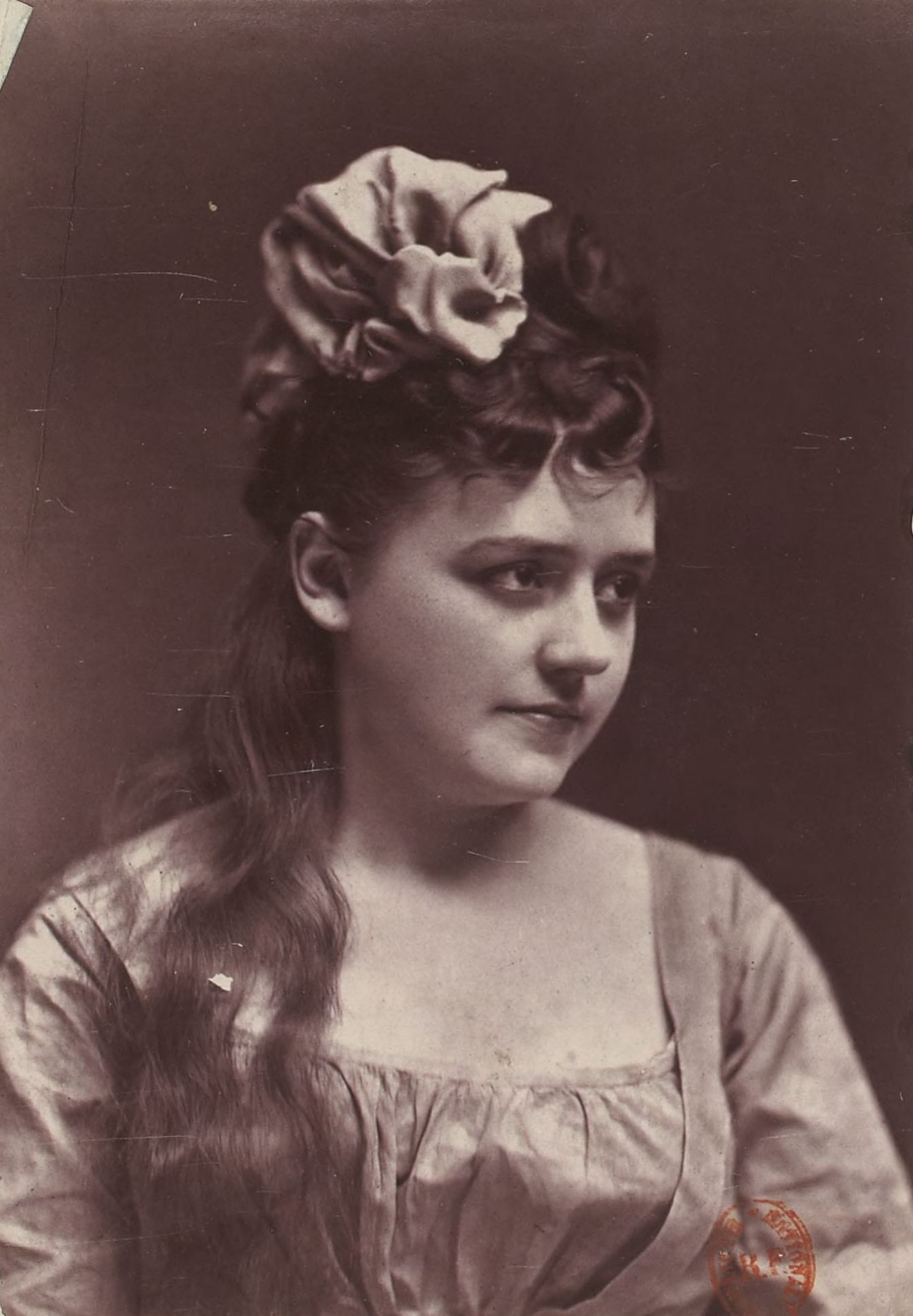
Paola – em gái Galli-Marié.
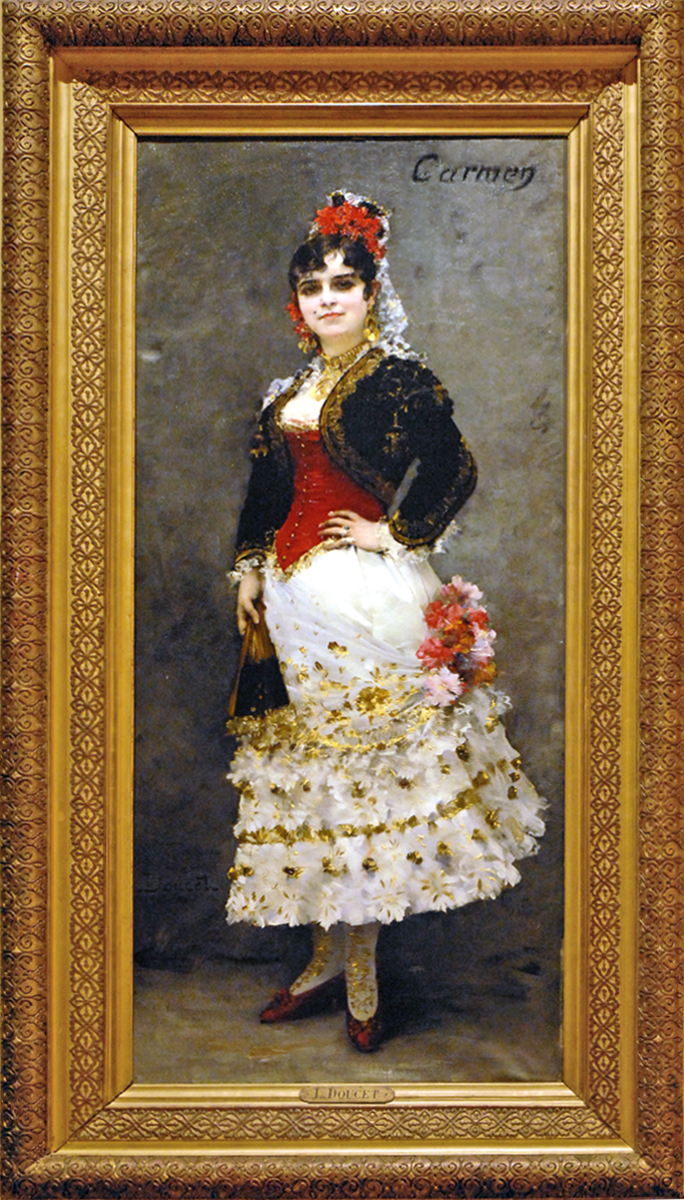
Tranh sơn dầu Galli-Marié vai Carmen (ở Viện bảo tàng).
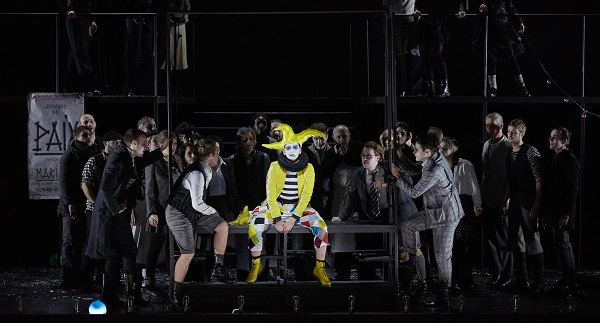
Một cảnh trong vở Fantasio